# Droit pénal en Arabie saoudite
Le droit pénal saoudien est basé sur le droit pénal musulman. Il n'existe pas de procès avec jury en Arabie saoudite et les tribunaux ne sont soumis qu'à peu de formalités. Le premier code de procédure pénale du pays fut introduit en 2001 et intègre des éléments issus des lois égyptiennes et françaises.

## Types de situations criminelles
Le règlement des affaires criminelles est soumis à la charia et est divisé en trois catégories : les hududs dont la peine est prévue par le Coran, les tazirs dont la peine est soumise au droit local et les qissas (en) dont les châtiments suivent la loi du talion). Les crimes hudud sont les plus graves et incluent le vol, le blasphème, l'apostasie, l'adultère, la sodomie et la fornication. Les qissas regroupent les meurtres et les autres atteintes physiques. Les tazirs représentent la plupart des affaires dont beaucoup sont définies par les régulations gouvernementales comme la corruption, les différents trafics et l'usage de drogues. La peine la plus courante pour un tazir est la flagellation. Pour échapper à l'exécution, on peut payer le prix du sang qui coute +- 157 000€. 

## Condamnation

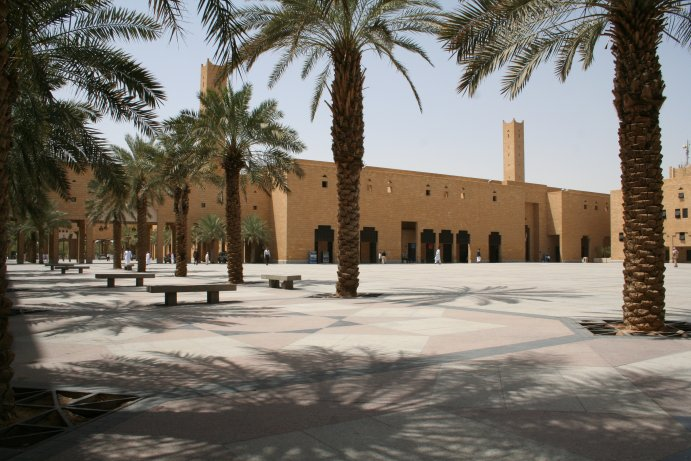
La place Deera au centre de Riyad où se déroulent les décapitations en public

Un accusé est condamné si une des trois conditions suivantes est remplie. La première est un aveu non contraint. La seconde est le témoignage de deux témoins hommes (quatre pour un adultère), à moins qu'il ne s'agisse d'un crime hudud qui impose en plus des aveux de l'accusé. Le témoignage d'une femme compte pour la moitié de celui d'un homme dans les tribunaux islamiques et n'a aucune valeur dans un procès pénal. Les témoignages des non-musulmans ou des musulmans dont les doctrines sont considérées comme inacceptables (par exemple le chiisme) peuvent être écartés. Enfin une affirmation ou une dénégation sous serment peut être demandée. Prêter serment est une chose prise très au sérieux dans une société religieuse comme celle de l'Arabie saoudite et refuser peut être considéré comme un aveu de culpabilité et entraîner la condamnation.
Les tribunaux saoudiens peuvent condamner les coupables à divers châtiments corporels. La peine de mort peut être prononcée pour un grand nombre de crimes dont le meurtre, le viol, le vol, la toxicomanie, l'apostasie, l'adultère et la sorcellerie; la décapitation au sabre, la lapidation et le peloton d'exécution sont les trois méthodes d'exécution et sont suivies par une crucifixion. Les 345 exécutions réalisées entre 2007 et 2010 furent des décapitations en public. Deux exécutions pour sorcellerie eurent lieu en 2011 et aucune lapidation n'a été rapportée entre 2007 et 2010.
Même si le vol avec récidive est passible de l'amputation de la main droite et le vol avec violence de l'amputation d'une main et d'un pied, il n'y a eu qu'une seule amputation judiciaire entre 2007 et 2010. Les actes homosexuels sont passibles de flagellation, d'emprisonnement ou de mort. La flagellation est une forme courante de châtiment et elle est souvent prononcée pour des infractions envers la religion et la morale publique comme la consommation d'alcool et le non-respect des prières ou du jeûne.
Les qissas peuvent donner lieu à des châtiments de représailles : un œil peut par exemple être chirurgicalement retiré à la demande d'une victime ayant perdu le sien. Un cas de ce type a été rapporté en 2010. La famille d'une victime de meurtre peut choisir entre demander la peine de mort ou accorder sa clémence en échange du paiement de la diyya, ou prix du sang, par le meurtrier. Dans les dernières années, la valeur de la diyya a considérablement augmenté et une somme de onze millions de dollars a ainsi été demandée en 2008. Les autorités civiles et religieuses saoudiennes ont critiqué cette tendance et déclaré que la pratique de la diyya s'était corrompue.

## Sources
- Cet article est partiellement ou en totalité issu de l'article intitulé « Droit saoudien » (voir la liste des auteurs).